# Паппен, Вериан
Вериан Ги Анри Паппен (фр. Veryan Guy Henry Pappin, 19 мая 1958, Хенли-он-Темс, Оксфордшир, Англия, Великобритания) — шотландский и британский хоккеист (хоккей на траве), вратарь. Олимпийский чемпион 1988 года, бронзовый призёр летних Олимпийских игр 1984 года.

## Биография
Вериан Паппен родился 19 мая 1958 года в британском городе Хенли-он-Темс в Англии.
Играл в хоккей на траве за «Хаунслоу» из Лондона.
В 1984 году вошёл в состав сборной Великобритании по хоккею на траве на летних Олимпийских играх в Лос-Анджелесе и завоевал бронзовую медаль. В матчах не участвовал.
В 1988 году вошёл в состав сборной Великобритании по хоккею на траве на летних Олимпийских играх в Сеуле и завоевал золотую медаль. Играл на позиции вратаря, участвовал только в финальном матче против сборной ФРГ (3:1), выйдя на замену за минуту до конца игры. Тренер британцев выпустил его на поле, чтобы Паппен получил медаль.
В течение карьеры провёл за сборную Шотландии 37 матчей, за сборную Великобритании — 17 матчей.
Был офицером по физвоспитанию Королевских ВВС Великобритании.